# 耶律斜涅赤
耶律斜涅赤（やりつ しゃでつせき、生没年不詳）は、遼（契丹）の軍人。字は撒剌。

## 経歴
契丹六院部の舎利の耶律褭古直の一族であった。始めの字を鐸盌といい、早くから耶律阿保機の幕下に属した。あるとき病にかかり、樽入りの酒を賜って飲むと快癒したので、契丹語で酒樽を意味する「撒剌」を字とした。
耶律阿保機が即位すると、斜涅赤は腹心の部民をつかさどった。天賛初年、迭剌部を北院・南院に分けると、斜涅赤は北院夷離菫となった。耶律阿保機が西征してゴビ砂漠にいたると、諸族はおそれて逃げ散った。そこで耶律阿保機は斜涅赤に命じて諸族を慰撫し集めさせた。
渤海に対する征戦で、契丹軍が扶余城を落とすと、斜涅赤は太子の耶律突欲に従って忽汗城を包囲し、大諲譔を降した。また渤海遺臣の乱の平定にも活躍した。
天顕年間に70歳で死去し、佐命の功臣のひとりとされた。甥に耶律老古・耶律頗徳があった。

## 伝記資料
- 『遼史』巻73 列伝第3